# ハワイ石鎚神社
ハワイ石鎚神社（ハワイいしづちじんじゃ、Hawaii Ishizuchi Shrine Shinto Rituals）は、アメリカ合衆国のハワイ州に属する、オアフ島ホノルル市南キング街に鎮座する神社（石鎚神社）。1913年（大正2年）創祀。

## 祭神
- 主祭神
  - 石鎚毘古命
- 相殿
  - 加藤神社祭神
    - 加藤清正公
    - 天御中主神
    - 高産霊神
    - 神皇産霊神
    - 天照皇大神
    - 大国主神
    - 産土神

## 歴史
- 1913年（大正2年）2月17日、三宅志奈に「タカヤマノタカガミ」が憑依したことから、愛媛県西条市の石鎚神社の石土毘古神を祭神として鎮斎する。
- 1917年（大正6年）
  - 10月22日、ハワイの神社の中で初めてハワイ県政府が非営利法人として認められる。
  - 11月24日、現在地に遷座。
- 1927年（昭和2年）6月13日、三宅志奈が日本に帰国し、愛媛の本社と松山の多賀神社で修業した木村富次が2代宮司となり、ホノルル神道連盟に加盟。
- 1941年（昭和16年）12月7日、FBIと憲兵隊により木村宮司は拘束。
- 1942年（昭和17年）2月17日、第1回船で木村宮司はアメリカ本土に移送される。
- 1945年（昭和20年）11月13日、第2回配船で木村宮司は戻り自宅で再開す。
- 1954年（昭和29年）5月3日、敵国財産管理局に没収されていた社殿が返還され、社殿での祭祀が再開される。
- 1960年（昭和35年）9月、1階ホールに「葵幼稚園」を開設。
- 1963年（昭和38年）、広島より宮大工を招き、本格的な社殿を建築。
- 1965年（昭和40年）、加藤神社を合祀。[2]
- 1981年（昭和56年）、幼児減少で幼稚園を閉鎖し、貸事務所とす。

## 交通アクセス
アラモアナセンターから6番・19番のTheBusで19〜22分